# Pulsed Electric Fields
Pulsed Electric Fields (engl., dt. etwa ‚gepulste elektrische Felder‘) ist ein nicht-thermisches Konservierungsverfahren, bei dem kurze elektrische Pulse zum Aufschluss von Zellen eingesetzt werden. Es findet Anwendung in der Lebensmitteltechnologie und Bioverfahrenstechnik.

## Verfahren
Die Wirkung des Verfahrens beruht auf einer Elektroporation der biologischen Zellen des behandelten Mediums. Bei der Behandlung wird das Produkt zwischen zwei Elektroden platziert und mit elektrischen Pulsen behandelt, die durch hohe Feldstärken (10–80 kV/cm) und eine kurze Dauer (500 ns bis 4 µs) charakterisiert sind. Dabei findet eine reversible oder irreversible Porenöffnung in den Zellmembranen statt, wodurch intrazelluläre Bestandteile freigesetzt werden bzw. extrazelluläre Substanzen in die Zellen eindringen können.

## Anwendung
Pulsed Electric Fields werden hauptsächlich zur schonenden, nicht-thermischen Inaktivierung von Mikroorganismen in flüssigen oder halbfesten Lebensmitteln eingesetzt. Der Vorteil gegenüber thermischen Konservierungsverfahren ist eine geringere Beeinträchtigung von Farbe, Aroma, Textur und Nährwert der behandelten Lebensmittel. Geeignete Produkte sind beispielsweise Fruchtsäfte, Milchprodukte oder Flüssigei. Weitere Anwendungsgebiete liegen in der Verbesserung von Massentransportprozessen etwa bei der Fruchtsaftgewinnung, der Trocknung pflanzlicher oder tierischer Produkte und der Reduzierung des Feststoffanteils in Abwasser. Das Verfahren findet darüber hinaus in der Kartoffelindustrie zur Vorbehandlung der Rohware vor Schneidprozessen Einsatz.